# 石大人峰
石大人峰，俗称石大人，是一块状似人形的巨石，位于台州市黄岩区松岩山景区内的岱石山上。

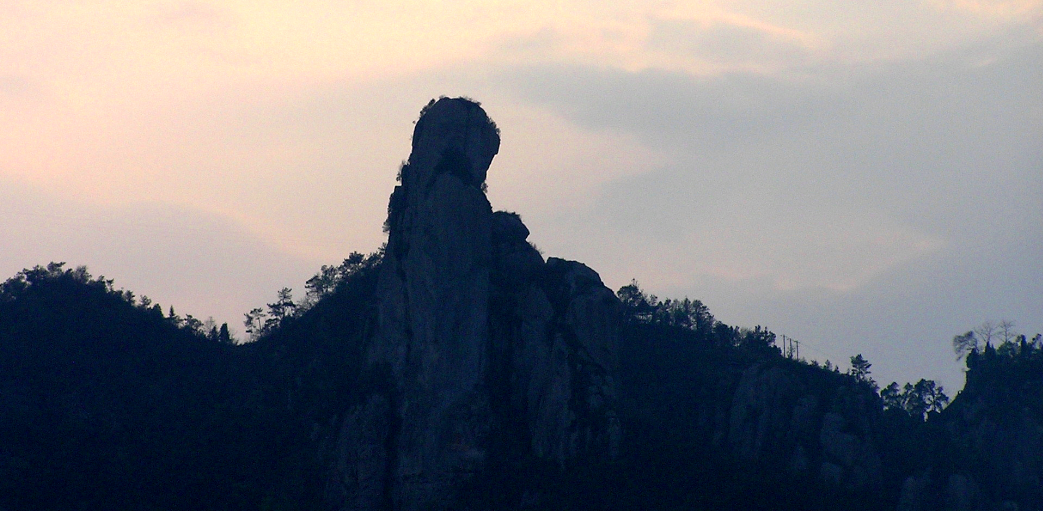
石大人远景（云中漫步摄影）

## 简介
石大人峰，高百余米，远望如直插云表的巨人两手拄杖而目眺远方，故有此名。与温岭市的石夫人峰合称“台州奇观”。

## 传说
传说在刘宋永初至景平年间，有婺州（今浙江省金华市）好游观者至岱石山死。死后当晚，但见雷雨大作，山中泥土悉数剥落，直至露出百米之高的人形巨石。当地人都以为是神仙显灵，奏封岱石王，建岱石庙于山下。

## 相关诗词

### 石大人峰
清·李廷莪

突兀凌空石，岿然气慨雄。
青云生足下，赤日照襟中。
指顾天地近，呼吸帝座通。
永宁诸父老，万古仰高风。

### 咏石大人
民国·朱文劭

崖上何来此叟踪，禁风禁雨自从容。
周旋猿鸟栖空谷，罗列儿孙俯众峰。
佳偶长离新妇石，故交余几大夫松。
顽石未曾逢僧点，却傍松岩听寺钟。